# Дэвис, Рональд (хоккеист на траве)
Рональд Дэвис (англ. Ronald Davis; 28 декабря 1914 — 24 октября 1989, Манчестер, Большой Манчестер) — валлийский и британский хоккеист на траве, нападающий. Серебряный призёр летних Олимпийских игр 1948 года.

## Биография
Рональд Дэвис родился 28 декабря 1914 года.
В подростковом возрасте начал играть в хоккей на траве за «Боудон», с 20 лет выступал за Чешир. С 1939 года защищал цвета «Чешир Кэжуалс».
В марте 1939 года в Инвернессе дебютировал в сборной Уэльса в матче против сборной Шотландии.
В 1948 году вошёл в состав сборной Великобритании по хоккею на траве на летних Олимпийских играх в Лондоне и завоевал серебряную медаль. Играл на позиции нападающего, провёл 1 матч, мячей не забивал.
Выступал за сборную Уэльса до 30 лет, однако на клубном уровне играл за «Боудон», даже когда ему исполнилось 46 лет.
Умер 24 октября 1989 года в британском городе Манчестер.